# Hemibrycon jelskii
Hemibrycon jelskii är en fiskart som först beskrevs av Steindachner, 1877.  Hemibrycon jelskii ingår i släktet Hemibrycon och familjen Characidae. Inga underarter finns listade i Catalogue of Life.